# OnklP
OnklP, pseudonimo di Pål Tøien (Asker, 12 maggio 1984), è un rapper norvegese.

## Biografia
OnklP ha fatto il suo debutto discografico da solista con l'album in studio Det kunne vært deg (2005), che ha esordito al 26º posto della VG-lista.
Il secondo LP Pål Tøien, presentato nel febbraio 2020, si è fermato alla 6ª posizione della classifica norvegese.

## Discografia

### Album in studio
- 2005 – Det kunne vært deg
- 2020 – Pål Tøien

### Singoli
- 2005 – Se & hør
- 2007 – Sommertid (con El Axel e Nico D)
- 2019 – Helt ærlig (con Morgan Sulele)
- 2019 – Hørt det før (con Katastrofe e Kriss)
- 2021 – Bella Hadid (con Adrian Sellevoll e Nick Strand)
- 2021 – Spring for livet (con Ingebjørg Bratland e Luke Elliot)
- 2023 – Venner (con ProllyNah)
- 2023 – 11 Adult Swim (con Tommy Tee e Amir feat. Abbe & BNGO)
- 2023 – Lillehammer (con Dio Mudara e Jaa9)
- 2024 – Ja (con M4 e Dio Mudara)
- 2025 – Dette er livet (con Morgan Sulele)

### Jaa9 & OnklP
- 2004 – Sjåre brymæ
- 2009 – Sellout!
- 2011 – Geir
- 2013 – Diskoteket er stengt
- 2015 – Føkk ferie
- 2016 – Gamle hunder, nye triks
- 2022 – Rake rør og tøffe tak

### OnklP & De Fjerne Slektningene
- 2014 – Slekta
- 2014 – Slekta II
- 2015 – Slekta III
- 2021 – Sorry for i går
- 2023 – Slekta VI